# Aethiothemis solitaria
Aethiothemis solitaria é uma espécie de libelinha da família Libellulidae.
Pode ser encontrada nos seguintes países: Angola, Botswana, Guiné, Guiné-Bissau, Namíbia, Nigéria, Serra Leoa, Togo, Uganda, Zâmbia, possivelmente Malawi e possivelmente em Tanzânia.
Os seus habitats naturais são: florestas subtropicais ou tropicais húmidas de baixa altitude, savanas áridas, savanas húmidas, matagal árido tropical ou subtropical, matagal húmido tropical ou subtropical, pântanos, marismas de água doce e marismas intermitentes de água doce.